# Blufpoker
Blufpoker is een dobbelspel voor 3 tot 6 spelers.

## Benodigdheden
- Drie dobbelstenen
- (Dobbel)beker
- Glad oppervlak, zodat de beker met dobbelstenen kan schuiven zonder dat de stenen gaan rollen.

## Spelreglement
Er zijn enkele variaties van het spel. Hieronder de regels van de meest gespeelde variant. Een vergelijkbaar spel en meer verwant aan poker is Chapeau. Dit wordt gespeeld met een beker en vijf dobbelstenen waar aas, heer, dame, boer, tien en negen opstaan.
De bedoeling is om andere spelers strafpunten te bezorgen, omdat zij geen hogere waarde meer kunnen gooien. Elke ronde eindigt wanneer een speler een strafpunt krijgt. Bij zeven strafpunten heeft de speler verloren. De speler die aan de beurt is, husselt de drie dobbelstenen in de beker. De dobbelstenen representeren een waarde. Ligt er een vijf-vier-twee, dan is 542 de grootste waarde van deze worp. De speler kan er vervolgens voor kiezen de dobbelstenen aan de andere spelers te laten zien, maar kan er ook voor kiezen om deze deels of geheel te verbergen. De speler noemt vervolgens een getal en beweert hiermee dat de waarde van de worp minimaal dat getal is.
De volgende speler heeft vervolgens twee mogelijkheden:
- Geloven
- Niet geloven

### Geloven
Geloven dat de waarde van de worp gelijk is aan, of hoger is dan het getal dat de actieve speler van de vorige speler meekreeg. In dit geval maakt het niet meer uit of het getal er daadwerkelijk ligt of niet. De speler is nu verplicht om een volgende worp door te geven aan de volgende speler. Dit kan op twee manieren:
Blind doorgeven: Oftewel zonder te gooien. Dat kan alleen wanneer de speler denkt dat de waarde van de worp hoger is dan het getal dat de vorige speler heeft genoemd. In dat geval mag de speler niet onder de beker kijken, noemt een hoger getal en schuift de beker en de eventueel open liggende stenen naar de volgende speler.
Een nieuwe worp maken:
De speler mag bepalen welke stenen hij gaat gooien of laat liggen. Daartoe mag de speler afgeschermd (zodat andere spelers niet kunnen meekijken) onder de beker kijken. Een of meer stenen moeten nu opnieuw gegooid worden. Hierbij is het gebruik van de beker niet vastgelegd. Alles is dus mogelijk, echter alle stenen mogen hooguit een keer, en in een worp, worden gegooid en het moet altijd voor de andere spelers duidelijk zijn welke stenen wel en niet zijn gegooid. Bovendien is het niet toegestaan om stenen ergens anders onder te verbergen dan onder de beker of om de beker te gebruiken terwijl er stenen onder liggen. Deze stenen zullen dan eerst open moeten worden gelegd.
Het gevolg is dat de stenen (deels) open kunnen worden gegooid en de overige stenen onder de beker worden gehouden, of dat de stenen (deels) onder de beker worden gegooid en de overige stenen open worden gehouden, of dat na het gooien onder de beker één of meer stenen naast de beker worden geschoven. Echter, alle stenen dienen gelijktijdig te worden gegooid. Men kan dus niet eerst een of twee stenen open of onder de beker gooien, even (afgeschermd) kijken wat het resultaat is en afhankelijk daarvan de derde steen ook over gooien.
De nieuwe worp wordt vervolgens doorgegeven aan de volgende speler met een hoger getal dan de huidige speler heeft gekregen. Na het gooien en voordat de worp wordt doorgegeven mag de speler als hij wil eerst nogmaals (afgeschermd) onder de beker kijken en aan de hand van de waarde van de worp het getal bepalen dat hij aan de volgende speler doorgeeft.

### Niet geloven
In dit geval roept de speler: "Bluf" en tilt de dobbelbeker op zodat de dobbelstenen zichtbaar worden. Is de waarde onder de dobbelbeker lager dan de vorige speler heeft beweerd dan verliest die speler een punt, is de waarde echter gelijk of hoger dan het gezegde dan verliest de actieve speler een punt. De speler die een punt verliest, begint de nieuwe ronde zoals verderop beschreven is bij “De eerste worp van een ronde”.

## Speciale situaties
Er zijn in het spel verschillende speciale situaties.
- De eerste worp van een ronde: De speler die de laatste keer de strafpunt heeft gekregen, mag de ronde beginnen, en mag bepalen of hij naar rechts of naar links doorgeeft. Deze richting wordt gedurende de ronde niet gewijzigd. Hij gooit alle dobbelstenen onder de beker en kijkt afgeschermd naar de waarde. Als hij niet tevreden is, mag hij opnieuw alle stenen gooien. Als hij nog niet tevreden is mag hij een derde keer alle stenen gooien en moet hij deze worp 'blind' (zonder eerst onder de beker te kijken) doorgeven. De eerste twee worpen mag hij, als hij dat wil, natuurlijk ook 'blind' doorgeven, of een of meer dobbelstenen naast de beker schuiven voordat de worp wordt doorgegeven.
- Poker: Een poker is driemaal hetzelfde aantal ogen. Poker vier is vier-vier-vier. Elke poker is hoger dan 665 (de hoogste niet-poker). Wanneer een poker wordt geaccepteerd (de speler gelooft dat het er ligt) dan krijgt hij de kans om zelf in drie worpen een poker te gooien. Dat gebeurt open (zonder beker). De eerste worp worden alle stenen gegooid, daarna kunnen er stenen naast worden gelegd. Lukt het niet om een poker te gooien of gooit hij een lagere poker dan krijgt hij een strafpunt. Lukt het hem om een poker te gooien die gelijk is aan de poker die hij kreeg, dan krijgt niemand een strafpunt. Lukt het hem om een hogere poker te gooien dan krijgt de voorgaande speler een strafpunt.
- Einde van het spel: Het spel is afgelopen wanneer een van de spelers zeven strafpunten heeft. Het spel kent dus geen winnaar, alleen een verliezer. Een winnaar is niet nodig, want het gaat om het rondje dat de verliezer moet geven.
- "Matsen", "Met advies" of "Op de schuif": Het kan zijn dat je een andere speler dan de volgende een lastige worp wil geven. Dan geef je een getal door dat lager is dan de waarde van de worp en zeg erbij iets dergelijks als "... met advies" of "... en dan mats ik je" of "... op de schuif". Hiermee geef je aan dat de volgende speler de worp 'blind' met een hoger getal kan doorschuiven. Natuurlijk is het aan de ontvangende speler of hij dat gelooft of niet, want natuurlijk kan dat ook weer bluf zijn.
- Vreemde getallen: Een vreemd getal is een getal dat niet door drie dobbelstenen kan worden gerepresenteerd, bijvoorbeeld 510 of 499 (want een dobbelsteen heeft geen 0 of 9). Een ander vreemd getal is bijvoorbeeld 624, omdat er met deze cijfers ook een hoger getal gemaakt kan worden, namelijk 642. Vreemde getallen kunnen gewoon worden doorgegeven. Wanneer 499 wordt doorgegeven zou er dus minimaal 511 moeten liggen. Dit is vergelijkbaar met "Matsen", omdat de volgende speler als hij dat zou willen 'blind' bijvoorbeeld 509 (elk getal van 500 tot en met 511) kan doorgeven.
- Speciale waardes: Er zijn twee speciale waarden, dit is het "Grensje" wat 655 punten geeft. Het is net geen tweede zes maar grenst aan de 660 punten. Een "Snuifje" levert 654 punten op, het snuift aan de tweede zes maar is nog niet op de grens.
- Mogelijke worpen: Totaal zijn er 56 verschillende worpen mogelijk. {\displaystyle {\frac {(6-1+3)!}{3!(6-1)!}}} zie ook Wiskundecombinaties. Hieronder een overzicht met alle combinaties van hoog naar laag (leesrichting: verticaal, daarna volgende kolom).

| 666 |     | 664 |     | 652 |     | 632 |     | 552 |  | 532 |  | 441 |  | 332 |
| 555 | 663 | 651 | 631 | 551 | 531 | 433 | 331 |     |  |     |  |     |  |     |
| 444 | 662 | 644 | 622 | 544 | 522 | 432 | 322 |     |  |     |  |     |  |     |
| 333 | 661 | 643 | 621 | 543 | 521 | 431 | 321 |     |  |     |  |     |  |     |
| 222 | 655 | 642 | 611 | 542 | 511 | 422 | 311 |     |  |     |  |     |  |     |
| 111 | 654 | 641 | 554 | 541 | 443 | 421 | 221 |     |  |     |  |     |  |     |
| 665 | 653 | 633 | 553 | 533 | 442 | 411 | 211 |     |  |     |  |     |  |     |

## Naam
De naam blufpoker lijkt terecht, want er wordt gebluft, het bluffen is een essentieel onderdeel van het spel. Dat geldt echter ook voor het echte pokerspel, met speelkaarten. Wanneer iemand buiten de speeltafel een onjuiste voorstelling van zaken geeft, wordt in plaats van "hij bluft" ook wel gezegd "hij speelt blufpoker".